# アカサシガメ
アカサシガメ Cutocoris russatus はサシガメ科の昆虫の1つ。全身が真っ赤な色をしている。1860年代後半に新種記載されて以来 Cydnocoris russatus という学名で知られてきたが、2019年に Cutocoris russatus に組み替えられた (参照: #学名について)。

## 特徴
体長15-16ミリメートルの昆虫。全体にやや暗い朱色をしている。頭部は小さく、色は朱色、複眼は暗褐色をしている。単眼の部分は隆起しており、触角の基部には小さいながら顕著な棘状突起がある。触角は長くて黒色で、第1節と第2節はほぼ長さが等しく、第3節が最も短い。前胸背も朱色で、中程でくびれ、背面は不規則に隆起している。小楯板も朱色で、前半分と正中線沿いが隆起している。前翅は長く、先端は腹部の末端を越えて伸びる。基部側の革質部は朱色で、先端側の膜質部は暗褐色となっている。背面から見て朱色でないのは普通はこの膜質部だけである。ただし前胸背に黒い斑紋を持つ個体が稀に出現する。頭部の腹面側は朱色だが中央と後方の縁沿いに黒い斑紋がある。胸部の腹面側はほぼ黒色、腹部の腹面側は朱色で各節の縁近くに黒い斑紋がある。歩脚はほぼ黒だが基節と転節は朱色となっている。

## 生態など
低山体の草むらで見られる普通種で、鱗翅目の幼虫、ハムシなど小型の昆虫を捕食する。

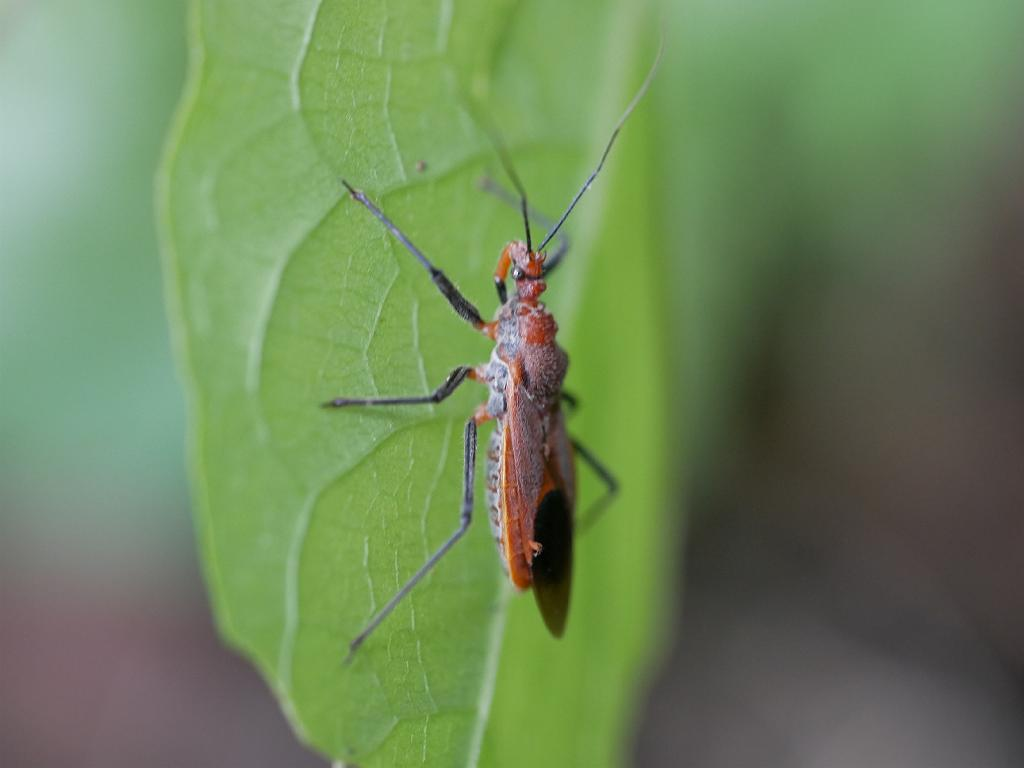
側面の姿
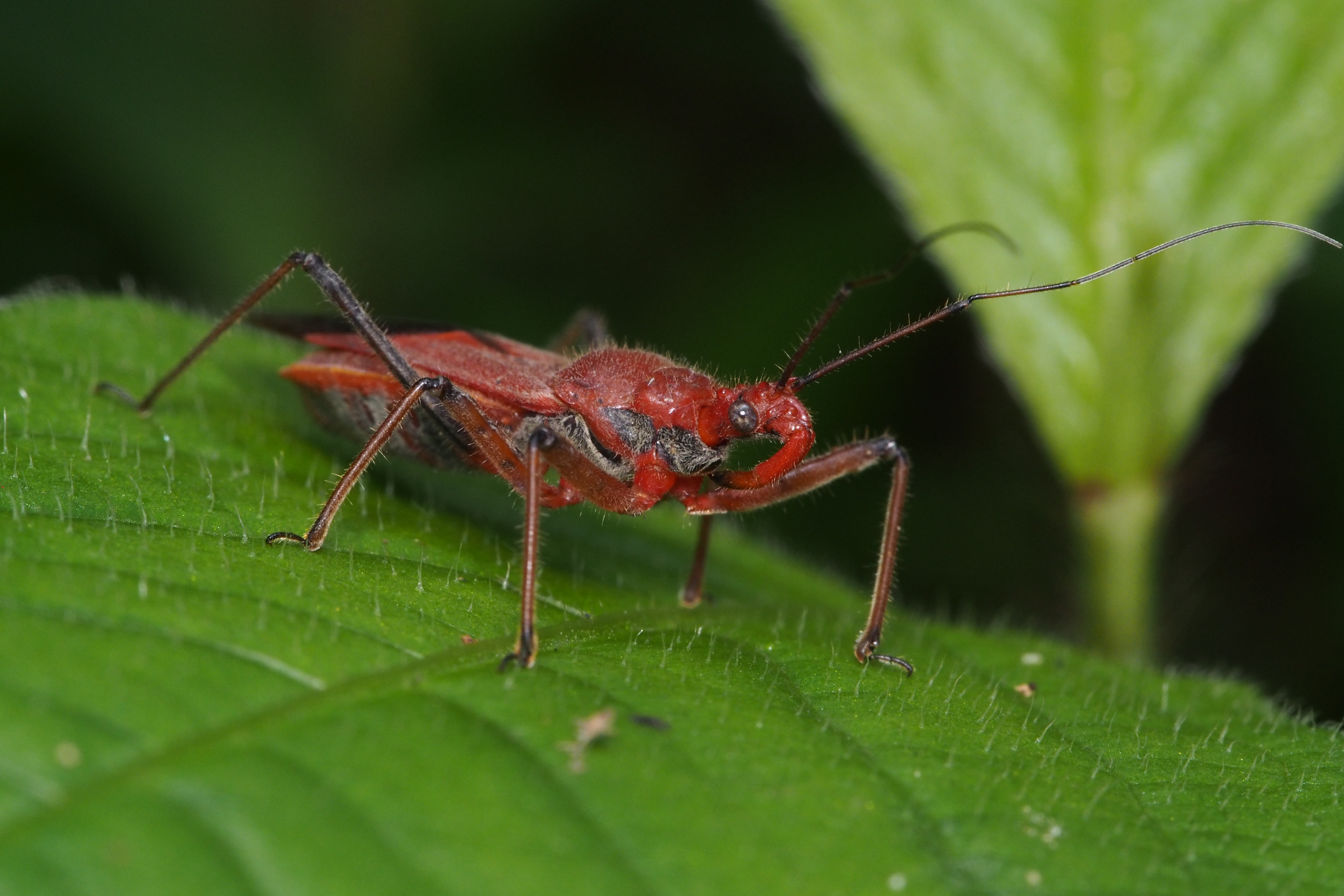
頭部や口器の様子
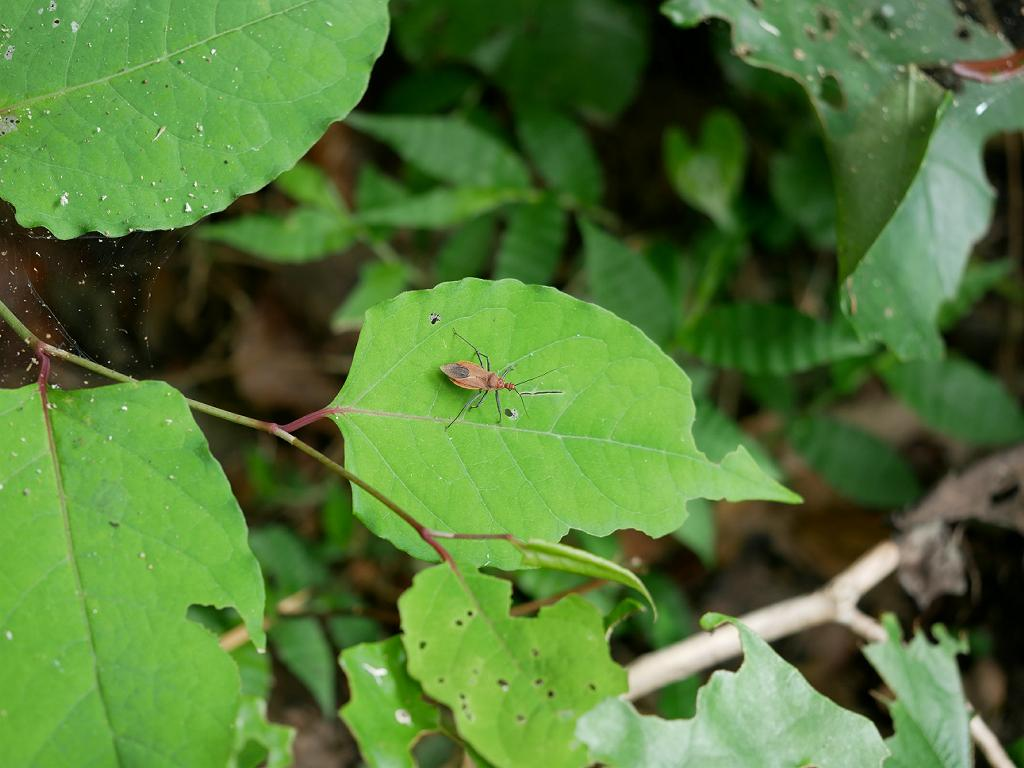
草の葉の上にいる様子

## 分布
日本では本州、四国、九州、対馬、五島列島、およびトカラ列島の中之島に分布し、国外では台湾、朝鮮、中国、ベトナム、インドから知られる。

## 類似種など
本種の所属するアカサシガメ属 (Cydnocoris) は旧北区東部、東洋区からオーストラリア区にかけて18種が知られるが、日本では本種のみがある。近縁属の種は数多いが、本種のように全身が赤、というのは他にない。
赤い色を持つサシガメはかなりあり、たとえばアカシマサシガメ Haematoloecha nigrirufa などビロウドサシガメ亜科には赤い部分を多く持つ種が幾つかあるが、大抵は頭部が黒とか、前翅が革質部まで黒いとか、赤い部分が本種ほどには多くない。またこれらは体格的にも本種より頑丈そうな太く短い歩脚をしている。

## 学名について
アカサシガメは1860年代後半にスウェーデンのカール・ストール により Cydnocoris russatus として記載され、以来この名で知られてきた。しかし2019年2月19日、米国イリノイ大学アーバナ・シャンペーン校所属の学者ダニエル・R・スワンソンは、従来Cydnocoris属として知られてきたアカサシガメ含む18種を一律に Cutocoris という属名で扱い直すのが妥当であるとする論文を発表した。スワンソンによると、そもそもストールは1859年に新属 Cutocoris を設けたにもかかわらず、1860年代後半にアカサシガメ含む3種を同属の新種として追加する際に碌に理由の説明も行わないまま Cydnocoris という属名を代わりに用い出した。ストールが属名の差し替えを行った理由についてスワンソンは、Cutocoris がラテン語 cutio〈小虫、ヤスデ〉ないしは cutis〈皮膚〉とギリシア語 κόρις〈虫〉の混成語であり、文法的に不適切であるとの意識が働いたためではないかと推察した。その上でスワンソンは、こうした発想は国際動物命名規約 (ICZN) とは相容れないものであると切り捨て、ICZN 第4版 (1999) 第23条第9項に規定されている、後発の学名が事後的に正式なものと認められる場合の条件のいずれにも抵触せず、Cydnocoris を Cutocoris に差し替えることによる混乱はあったとしても微弱なものに留まるとし、属名の変更を正当化している。